# ماو إيتشيميتشي
ماو إيتشيميتشي (市道真央 إيتشيميتشي ماو) هي ممثلة يابانية ولدت في 1 فبراير 1992 في محافظة أوساكا.
خلال عملها في الأنمي، تستخدم الاسم المستعار M・A・O (ماو).

## أدوارها في السينما اليابانية
- غوكايجر غوسيجر سوبر سنتاي: معركة الأبطال الـ 199 الكبرى - لوكا ميلفي/غوكاي الصفراء
- كايزوكو سنتاي غوكايجر ذا موفي: سفينة الأشباح الطائرة - لوكا ميلفي/غوكاي الصفراء
- كايزوكو سنتاي غوكايجر في مواجهة أوتشو كيجي غافان ذا موفي - لوكا ميلفي/غوكاي الصفراء
- توكوميه سنتاي غوباتسرز في مواجهة كايزوكو سنتاي غوكايجر ذا موفي - لوكا ميلفي/غوكاي الصفراء

## أدوارها في التوكوساتسو
- كايزوكو سنتاي غوكايجر - لوكا ميلفي/غوكاي الصفراء

## أدوارها في الأنمي

### مسلسلات أنمي تلفزيونية
- ساموراي فلامنكو - ميزوكي ميساوا
- سأتحول إلى فتاة تسريحة الذيلين! - ميكوتو ساكوراغاوا
- نوراغامي - أيو
- ماجيك كايتو 1412 - آوكو ناكاموري
- دي دي قبضة نجم الشمال - لين
- الملعقة الفضية - إيكيدا
- سجل نشاطات نادي العودة إلى المنزل - أزاراشي
- دورارارا!! ×2 المقدمة - فارونا
- دورارارا!! ×2 المنتصف - فارونا
- دورارارا!! ×2 الخاتمة - فارونا
- ديث باريد - تشيساتو ميازاكي
- حياة المدرسة! - يوري واكاسا
- السيطرة على العالم: خطة زفيزدا - رينغي كومادوري
- وورلد بريك السيف المقدس - كيوكو تاكاناشي
- واكابا جيرل - ماو كوروكاوا
- أوفرلورد - إنري
- في الواقع أنا - أكاني كوموتو
- ري-كان! - كيوكو إيسومي
- لانس آند ماسكس - ليو يويهوا
- فانتسي ستار أونلاين 2 ذي أنيميشن - آيكا سوزوكي
- كوروموكورو - يوكينا شيراهاني
- ديث باريد - تشيساتو ميازاكي
- لولوكو شرطية الفضاء - لولوكو
- هندريد - كلير هارفي
- كيجو!!!!!!!! - ساياكا مياتا
- كادو و الجواب الصحيح - ساراكا تسوكاي
- يونغ بلاك جاك - فان
- سلو ستارت - شيون كيوزوكا
- 7 صح 3 خطأ - يوكي كوزوكي
- مجموعة جونجي إيتو - ناكاياما
- أعمال الريوؤو! - تامايو روكوروبا
- بلاك كلوفر - فانا
- لعبة الملك ذي أنيميشن - تشيمي هوندا
- ريرايديد: ديريدا القافز عبر الزمن - ماج بيلستاين
- الخطايا السبع المميتة: إعادة إحياء الوصايا - ميلاسكيولا
- إعادة تجسيدي في هيئة هلام - شيون
- وكالة موهيو و روجي لمباحث الغرائب - إيري إينوي
- الخلايا تعمل! - خلية حمضية
- سلو ستارت - شيون كيوزوكا
- حارسات التوجي - سوزوكا كونوهانا
- هاكيو هوشين إنغي - أوكيجين
- ماغميل اللازوردي - زيرو
- أهلا بكم في صف سياسة الجدارة - آيري ساكورا
- صاحب التعاويذ الأزرق: ملك كيوتو الملوث - ماموشي هوجو
- متاعب سايكي كوسوؤو - إيمو ريفوتا
- هل أنت مفقود؟ - هوماري أونيشيما
- بيستارز - سالي
- بيم - بيلا
- بطولات فارس فاشل - رينرين تومارو

### أنمي الإنترنت
- سينت سيا: سينتيا شو - إكوليوس كيوكو

### أوفا أنمي
- سايبورغ 009 في مواجهة ديفلمان - 003

### أفلام أنمي
- سلسلة أفلام ديجيمون أدفنتشر تراي
  - ديجيمون أدفنتشر تراي الفصل الأول: لم الشمل - هيكاري ياغامي
  - ديجيمون أدفنتشر تراي الفصل الثاني: العزيمة - هيكاري ياغامي
  - ديجيمون أدفنتشر تراي الفصل الثالث: الاعتراف - هيكاري ياغامي
  - ديجيمون أدفنتشر تراي الفصل الرابع: الفقدان - هيكاري ياغامي
  - ديجيمون أدفنتشر تراي الفصل الخامس: التعايش - هيكاري ياغامي
  - ديجيمون أدفنتشر تراي الفصل السادس: مستقبلنا - هيكاري ياغامي
- آربيجيو الفولاذ الأزرق: آرس نوفا DC - هيي
- آربيجيو الفولاذ الأزرق: آرس نوفا Cadenza - هيي
- ترينيتي سفن: "إترنيتي لايبراري" و "ألكيميك غيرل" - أناستازيا إل
- بوبين Q - تادونا
- غانتز:O - آنزو ياماساكي
- إين نو 831 - نازونا هاشيموتو

## أدوارها في ألعاب الفيديو
- آيدولماستر سندريلا جيرلز - فوميكا ساغيساوا

## وصلات خارجية
- ماو إيتشيميتشي على موقع IMDb (الإنجليزية)
- ماو إيتشيميتشي على موقع ميوزك برينز (الإنجليزية)
- ماو إيتشيميتشي على موقع ديسكوغز (الإنجليزية)
- ماو إيتشيميتشي على موقع قاعدة بيانات الفيلم (الإنجليزية)
- ماو إيتشيميتشي على موقع كينوبويسك (الروسية)
- ماو إيتشيميتشي على موقع ANN person (الإنجليزية)